# Michael Hoffman (Regisseur)
Michael Hoffman (* 30. November 1956 auf Hawaii, Vereinigte Staaten) ist ein US-amerikanischer Filmregisseur, Drehbuchautor und Filmproduzent.

## Leben
Michael Hoffman studierte an der Boise State University, wo er das Rhodes-Stipendium erwarb. Während des dadurch ermöglichten Studiums am Oriel College entstand 1982 sein erster Spielfilm Privileged mit dem jungen Hugh Grant.
Auf dem Vancouver International Film Festival erhielt sein Film Some Girls aus dem Jahr 1988 eine Auszeichnung.

## Filmografie (Auswahl)
- 1982: Privileged
- 1985: Die Touristenfalle (Restless Natives)
- 1988: Some Girls
- 1991: Lieblingsfeinde – Eine Seifenoper (Soapdish)
- 1995: Restoration – Zeit der Sinnlichkeit (Restoration)
- 1996: Tage wie dieser… (One Fine Day)
- 1999: Ein Sommernachtstraum (A Midsummer Night’s Dream)
- 2002: Club der Cäsaren (The Emperor’s Club)
- 2005: Game 6 – Das Leben ist ein Spiel! (Game 6)
- 2007: Out of the Blue: A Film About Life and Football
- 2009: Ein russischer Sommer (The Last Station)
- 2012: Gambit – Der Masterplan (Gambit)
- 2014: The Best of Me – Mein Weg zu dir (The Best of Me)